# 波拿巴家族故居

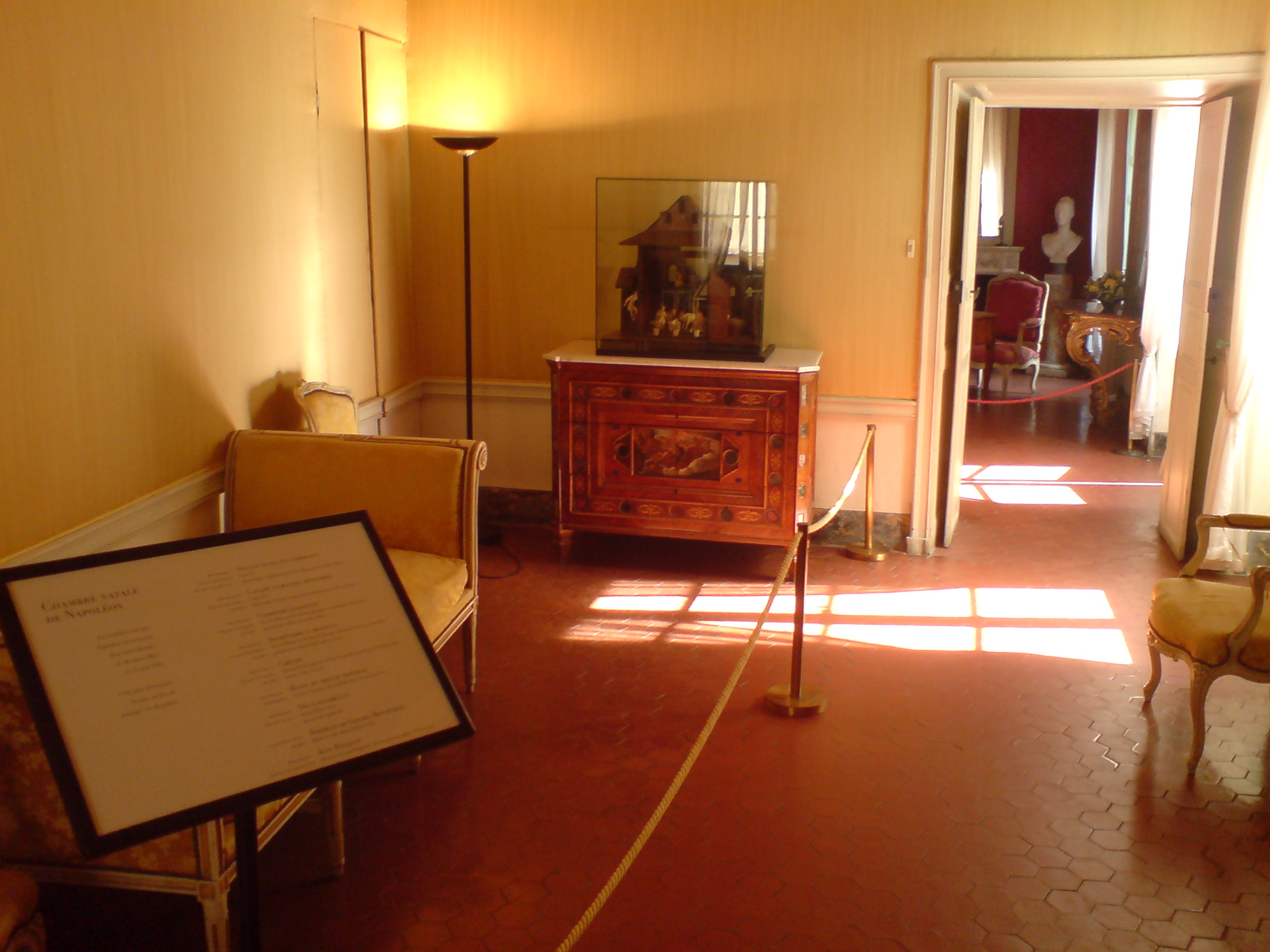
据称拿破仑·波拿巴于1769年出生的房间

波拿巴家族故居（科西嘉语、意大利语: Casa Buonaparte）是波拿巴家族的祖居地。它位于法国科西嘉岛阿雅克肖的圣查理路（Rue Saint-Charles）。从1682年到1923年，这所房子几乎一直由该家族成员拥有。

## 历史

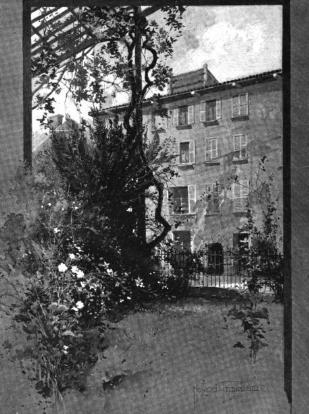
1895年波拿巴家族故居素描

拿破仑·波拿巴的曾祖父朱塞佩·波拿巴于1682年搬进波拿巴家族故居。最初，这所房子由不同的家庭分割；然而，朱塞佩与拥有部分房屋的玛丽亚·科隆纳·迪·博齐结婚后，又购买了这所房子剩下的部分。后来，卡洛·波拿巴与玛丽亚·莱蒂西亞·拉莫利诺结婚后，又扩建和重新装饰了房子。除了约瑟夫·波拿巴之外，他们所有的孩子都出生在波拿巴家族故居。           
在卡洛·波拿巴于1785年去世八年后，波拿巴家族与民族主义领袖帕斯夸莱·保利发生冲突，被迫逃往法国大陆。 保利的追随者抢劫并烧毁了波拿巴家族故居的大部分。英国将军塞缪尔·胡德到达后也在这里临时设营。据传说，哈德森·洛伊也曾在此短暂居住，但不确定是否属实。
1797年英国军队从科西嘉岛撤出后，波拿巴家族返回波拿巴家族故居，并开始用督政府提供的资金修复和改造。
1799年，当波拿巴家族再次离开科西嘉岛时，将房子交给拿破仑的乳母卡米拉·伊拉里照顾。拿破仑后来把房子赠给了母亲的堂兄弟安德烈·拉莫利诺，拉莫利诺将自己的房子给了卡米拉作为交换。后来，玛丽亚和约瑟先后接管了这所房子。1852年，约瑟夫的女儿泽纳伊德将波拿巴家族故居交给拿破仑三世和欧珍妮·德·蒙提荷皇后。欧珍妮对房子进行了翻新和扩建，为了庆祝拿破仑诞辰100周年。后来她把房子传给了维克多·拿破仑王子，他将房子捐赠给法国政府。1967年，这所房子改为博物馆，并宣布为国家博物馆。。

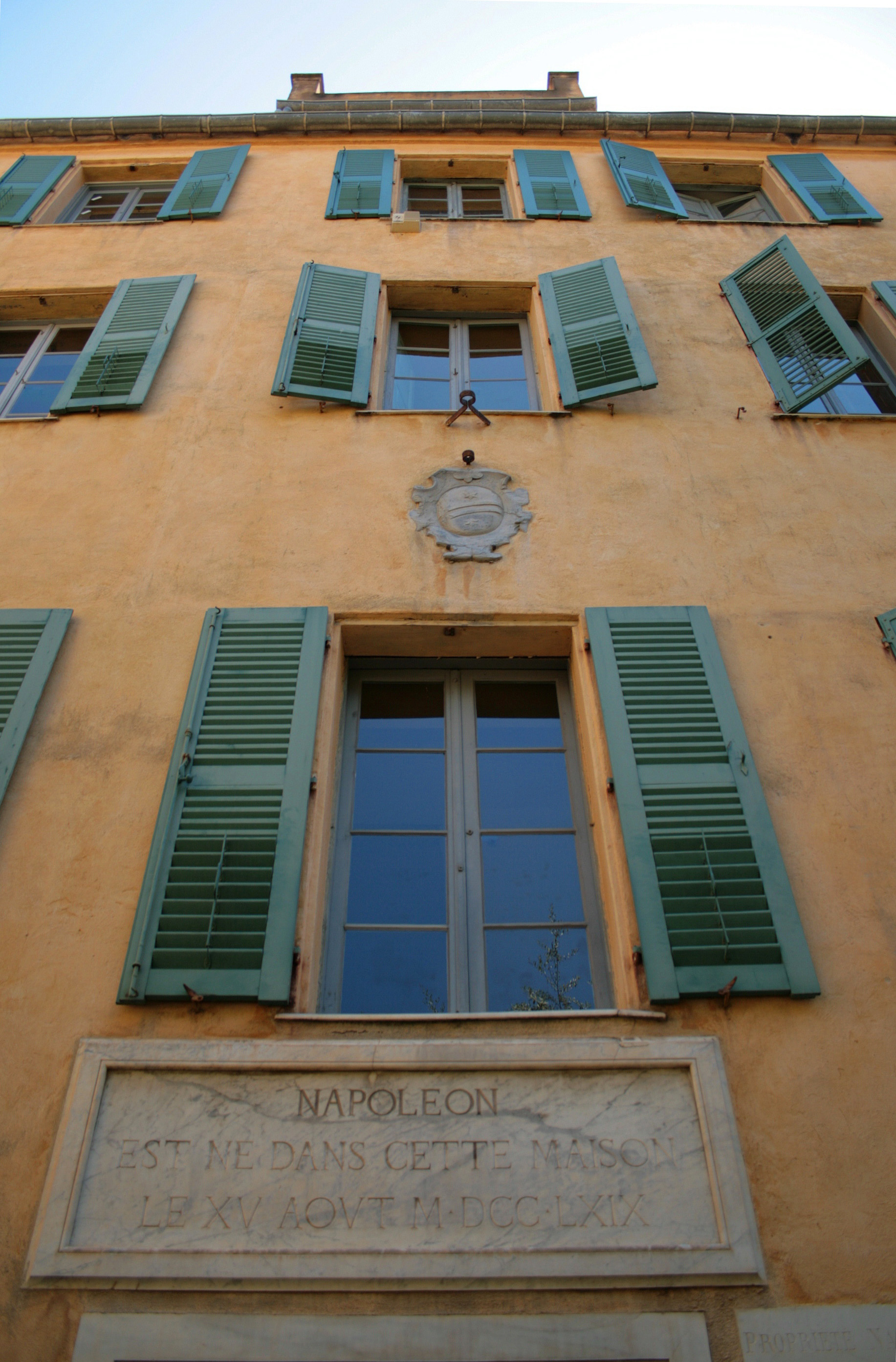